# Hypogermination
L'hypogermination est un état dans lequel entre une graine lorsqu'elle manque de ressources ce qui fait que la germination n'est pas possible et que la graine reste en attente jusqu'à ce qu'il y ait de meilleures conditions.